# 片岡遼一
片岡 遼一（かたおか りょういち、1945年4月20日 - ）は、日本の実業家。新京成電鉄第8代代表取締役社長。

## 来歴・人物
東京都江戸川区出身。江戸川区立西小岩小学校、千代田区立九段中学校、東京都立九段高等学校、慶應義塾大学法学部政治学科卒業。
1968年京成電鉄株式会社入社。企画室長、経営管理部長を経て、1998年取締役、2002年常務、2005年専務。2006年、梅崎利秋の後を受け新京成電鉄社長に就任。2012年会長。2016年相談役。2018年春の叙勲で旭日中綬章を受章。